# Siphlonurus alternatus
Siphlonurus alternatus is een haft uit de familie Siphlonuridae. De wetenschappelijke naam van de soort is voor het eerst geldig gepubliceerd in 1824 door Say.
De soort komt voor in het Nearctisch gebied en het Palearctisch gebied.